# Falsomesosella annamensis
Falsomesosella annamensis är en skalbaggsart som beskrevs av Stefan von Breuning 1939. Falsomesosella annamensis ingår i släktet Falsomesosella och familjen långhorningar. Inga underarter finns listade i Catalogue of Life.